# Bundesstraße 6
Die Bundesstraße 6 (Abkürzung: B 6) ist eine verkürzte und unterbrochene deutsche Bundesstraße. Als Reichsstraße 6 führte sie von Cuxhaven über mehrere Großstädte wie Bremen, Hannover, Leipzig, Dresden und Breslau bis nach Groß Wartenberg. Verkehrsstrategisch entsprach sie damit der Amerikalinie. Heute führt sie durch die Länder Freie Hansestadt Bremen, Niedersachsen, Sachsen-Anhalt und Sachsen bis nach Görlitz an der Grenze Polens. Viele Teilstücke wurden durch Autobahnen ersetzt oder umgewidmet.

## Geschichte
Am 17. Januar 1932 wurde zur „Verbesserung der Orientierung im Deutschen Reich“ das neue System der Fernverkehrsstraßen mit der Abkürzung FVS oder F eingeführt. Das neue Netz beschränkte sich dabei auf eine Auszeichnung von Routen für den Fernverkehr. Die ersten neun Nummern – die einstelligen Zahlen – wurden denjenigen Straßen zugewiesen, die Deutschland ganz durchlaufen. So wurde auch eine Verbindung von Wesermünde beginnend über Bremen, Hannover, Aschersleben, Halle (Saale), Leipzig, Dresden, Görlitz bis zur damaligen deutsch-polnischen Grenze ausgewiesen, die die Nummer 6 (FVS 6) erhielt. Sie führte von Görlitz aus weiter über Hirschberg und Schweidnitz nach Breslau und von dort aus über Oels bis zur damaligen polnischen Grenze bei Groß Wartenberg. Zwischen Leipzig und Görlitz folgt diese Verbindung weitgehend (mit Ausnahme des Bogens über Meißen, Dresden und Bischofswerda) dem historischen Verlauf der Via Regia.
1934 wurde diese Linie zur Reichsstraße 6 (R 6) erklärt. 1937 wurde auch der Straßenverlauf von Wesermünde über Langen nach Cuxhaven zur Reichsstraße 6 heraufgestuft.
Nach dem Zweiten Weltkrieg endete die Straße an der neuen deutschen Ostgrenze bei Görlitz. Durch die Deutsche Teilung wurde sie zwischen Bad Harzburg und Stapelburg im Eckertal unterbrochen.
Auf dem Gebiet der Deutschen Demokratischen Republik hieß der dort liegende Abschnitt der R 6 nach 1949 Fernverkehrsstraße 6 (F 6). 
Im Rahmen einer am 27. April 1989 zwischen dem Niedersächsischen Ministerpräsidenten Ernst Albrecht und dem DDR-Staatsratsvorsitzenden Erich Honecker für das Jahr 1992 getroffenen Vereinbarung sollte dort ein Grenzübergang mit einer Ortsumfahrung von Stapelburg geschaffen werden. Die begonnenen Planungen wurden durch die Öffnung der innerdeutschen Grenze am 9. November 1989 (Maueröffnung) überholt. Die Straße wurde am 11. November 1989 ab 17.00 Uhr zunächst für Personen und am 12. November 1989 für Fahrzeuge wieder passierbar.
An das Ereignis erinnern ein Denkmal und eine zum 20. Jahrestag der Grenzöffnung als Teil des bundesweiten Geschichtsprojektes "Brocken-Erklärung" der Verkehrsministerkonferenz errichtete Gedenktafel.
Der historische Straßenverlauf wurde im Laufe der Geschichte an mehreren Stellen an veränderte regionale Verkehrsbedarfe angepasst. Die bedeutendste Veränderung erfolgte nach der Wiederherstellung der Deutschen Einheit mit dem Neubau als vierspurige B 6n (später A 36) bis zur A 14 bei Bernburg in Sachsen-Anhalt.
Zum 1. Januar 2019 wurde die autobahnähnliche Bundesstraße 6n von der A 395 bei Vienenburg bis Autobahnkreuz zur A 14 zur Bundesautobahn 36 heraufgestuft. Im gleichen Zuge wurde die ebenfalls geplante Aufstufung des vierstreifigen Teilstücks der B 6 zwischen dem Autobahndreieck Vienenburg und dem Bad Harzburger Dreieck zur Bundesautobahn 369 umgesetzt.
Folgende Veränderungen sind als regional bedeutsam einzustufen:
Die Nordtangente in Goslar wurde am 21. Mai 1968 eröffnet und war zunächst als Bundesstraße 248 gewidmet.
Durch die Eröffnung der A 27 Mitte bis Ende der 1970er Jahre zwischen Cuxhaven und Bremen-Burglesum wurde die B 6 durch die A 27 als Bundesfernstraße ersetzt. Bis dahin verknüpfte die B 6 die beiden Städte Bremen und Bremerhaven des Landes Bremen und stellte die Verbindung nach Cuxhaven her.
Die Trasse zwischen Goslar und Bad Harzburg wurde zwischen 1981 und 1987 errichtet und war eine Vorleistung zu einer Nordharzautobahn A 36, die ursprünglich von Hameln über die A 7 bis zur damaligen innerdeutschen Grenze führen sollte. Das Bad Harzburger Dreieck sollte eine Funktion als Autobahnkreuz zur von Vienenburg kommenden A 369 in seiner alten Variante als Nordstrecke nach Braunschweig erfüllen. Die alte Streckenführung durch Oker über Göttingerode durch das Bad Harzburger Stadtgebiet bis nach Eckertal wurde zur B 498 umgewidmet beziehungsweise zur L 501 abgestuft.
Zwischen 1987 und 2001 war die B 6 von ihrem „Ostteil“ formal getrennt, da der Abschnitt zwischen dem AD Bad Harzburg und dem AD Vienenburg das Endstück der A 395 darstellte und der Bau der B 6n nördlich an einer Stelle erfolgte, die von der Nummerierung her nicht vorgesehen war. Dem war man am 2. Oktober 2001 mit der Abstufung dieses Abschnitts zum Teilstück der B 6 zuvorgekommen.
Der ehemalige Verlauf in Cuxhaven vom Beginn (Kreuzung Poststraße/Deichstraße) mit Ausnahme der Rohdestraße bis zum Abzweig des Autobahnzubringers der Anschlussstelle Altenwalde wurde nach dem Bau der A 27 in die B 73 umgewidmet. Der weitere Verlauf bis Bremen wurde mit Ausnahme eines kurzen Stücks in Bremerhaven zur Landesstraße 135.
Der Verlauf in Bremerhaven wurde 2013 bis auf das ca. 300 Meter messende Teilstück zwischen der Einmündung der B 71 n/Frederikshavner Straße in die Weserstraße und der Stadtgrenze zur Gemeindestraße herabgestuft.
Für die Bundesautobahn 36 (frühere Planung) war ursprünglich geplant, ein neues Teilstück der B 6 zu verwenden. Es wurde in den Jahren 1983 und 1987 jedoch nur zwischen Goslar (B 82) und der B 4 nördlich Bad Harzburg fertiggestellt.

## Siehe auch

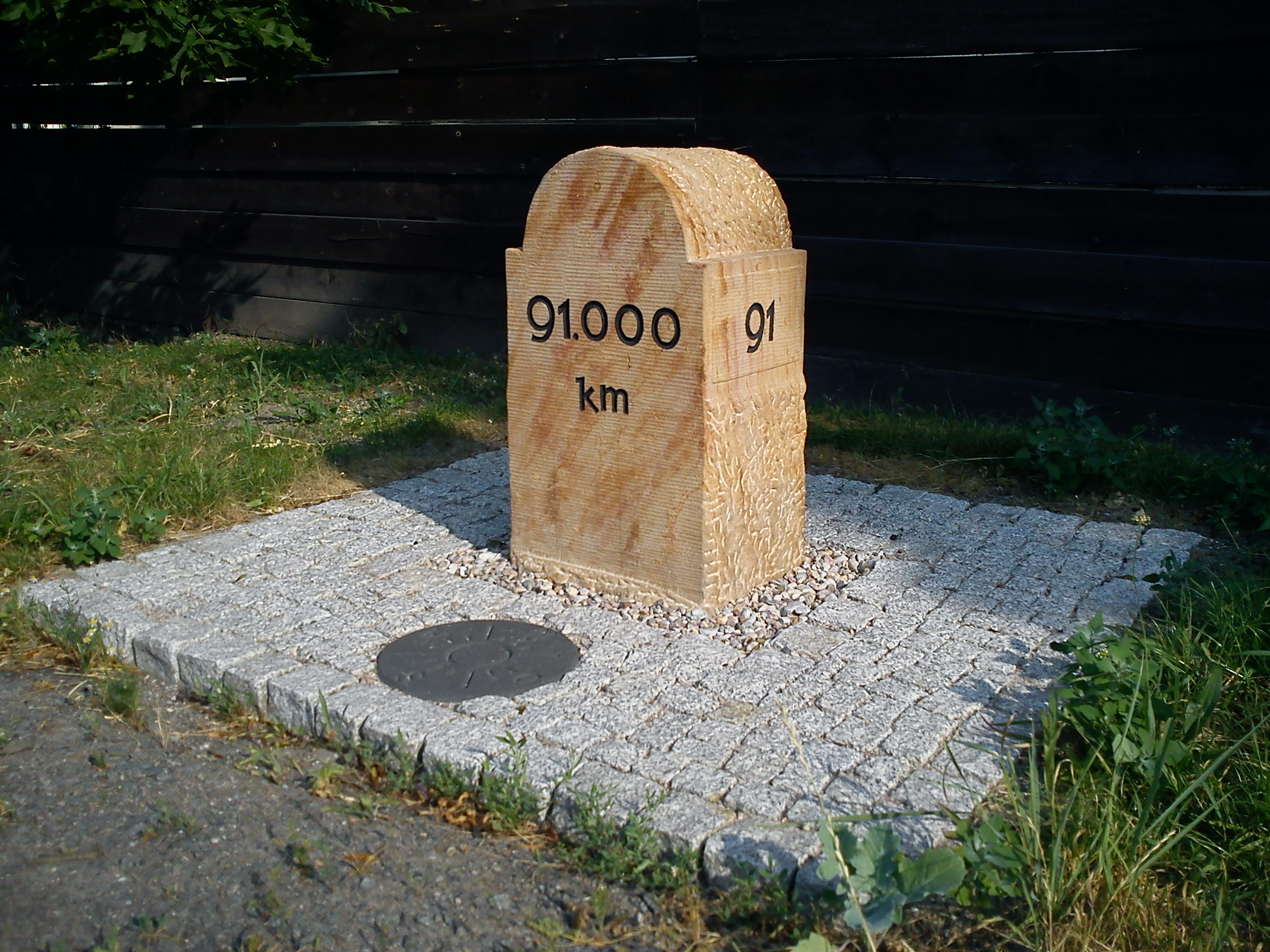
Restaurierter Kilometerstein an der (alten) B 6 am östlichen Ortsausgang von Borsdorf (91 km bis Dresden).

## Verlauf

### Bremerhaven – Bremen

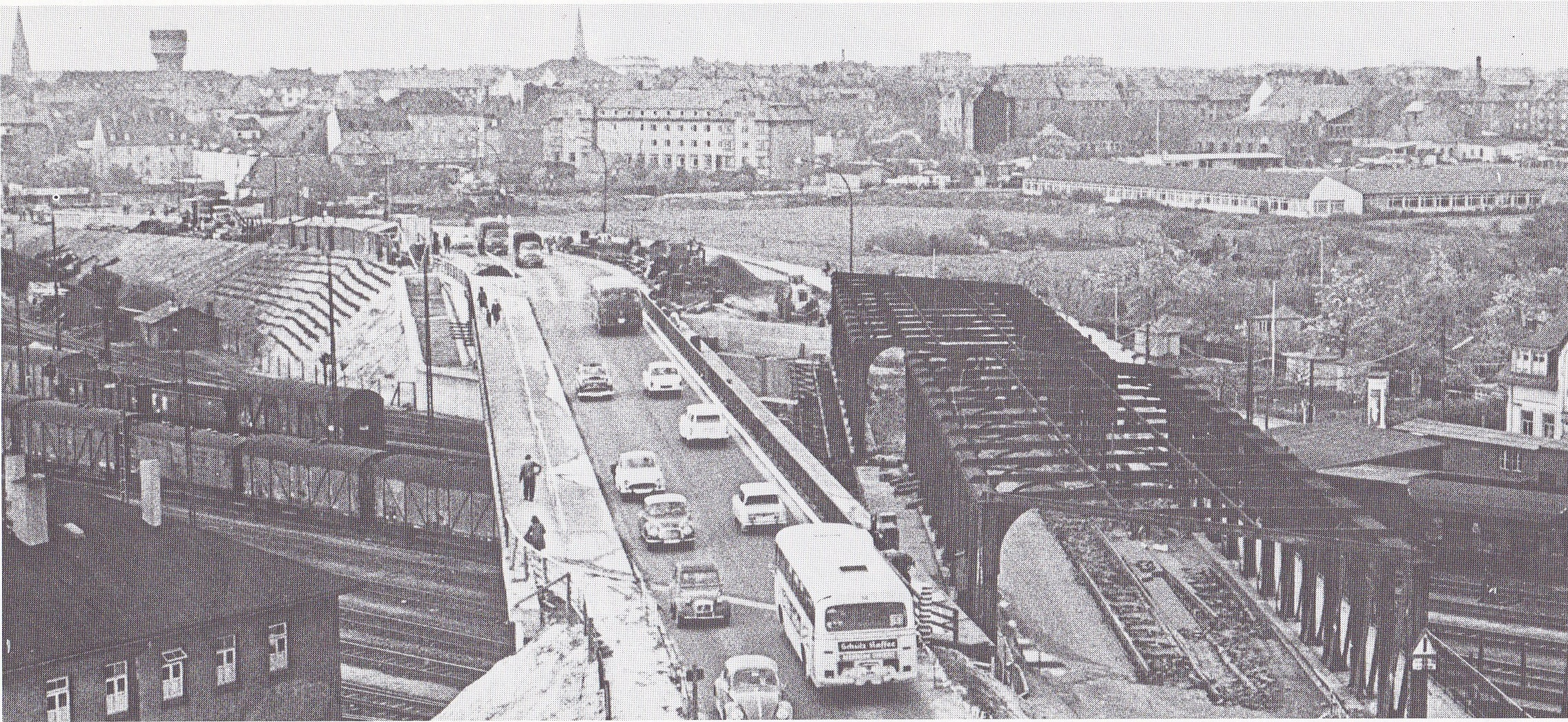
Neubau der Wulsdorfer Rampe im Verlauf der B 6 in Bremerhaven (1961)

Die B 6 beginnt im Stadtgebiet von Bremerhaven an der Einmündung der Frederikshavner Straße (Beginn der B 71). Sie führt zweistreifig in südlicher Richtung, passiert nach ca. 300 Metern die Landesgrenze zu Niedersachsen und führt zur Anschlussstelle Bremerhaven-Süd der A 27. Von dort führte die B 6 (mittlerweile herabgestuft zur Landesstraße) vorbei an Hagen im Bremischen bis zur Anschlussstelle Ihlpohl der A 27 als 2. Möglichkeit, Bremen-Nord aus Richtung Bremerhaven zu erreichen.

### Bremen – Nienburg – Hannover

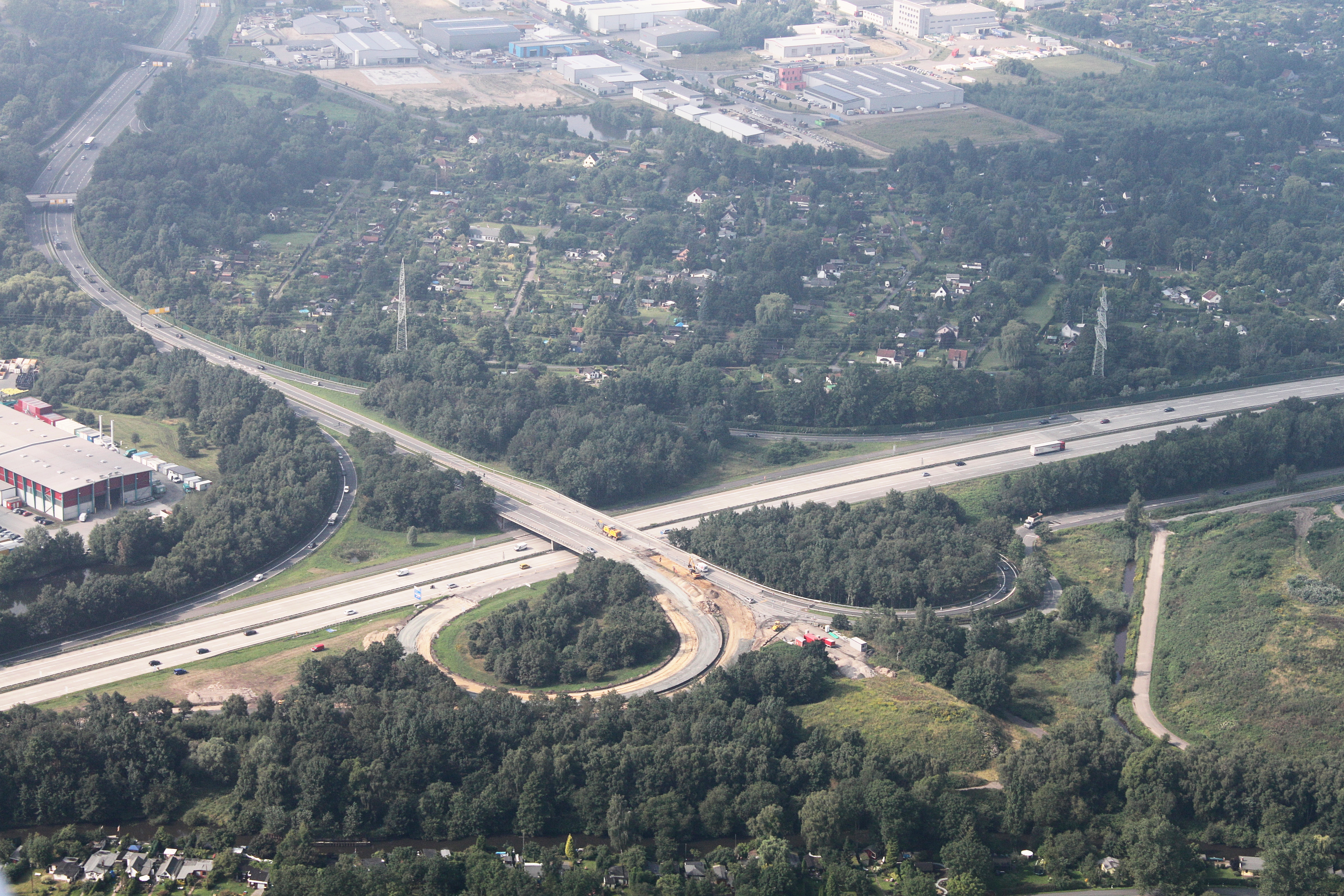
Die B 6 an der Anschlussstelle Bremen-Freihäfen/-Überseestadt der A 27

Nachdem der Abschnitt zwischen Bremen-Nord und Bremen durch die A 27 ersetzt wurde, geht die B 6 erst an der Anschlussstelle Bremen-Überseestadt (ehemals Bremen-Freihäfen) weiter über den Autobahnzubringer Bremen-Freihäfen/-Überseestadt, Flyover Utbremer Kreisel, Utbremer Tunnel und Nordwestknoten Bremen Richtung Bremen-Mitte (ehemals als A 282 gedacht). Im Verlauf der Stephanibrücke (Weserquerung Bremen) ist die B 6 eine der meistbefahrenen Bundesstraßen Deutschlands mit zirka 100.000 Fahrzeugen pro Tag (Straßenverkehrszählung von 2005). Im weiteren Verlauf zwischen dem Anschluss B 75 und Bremen-Kattenturm ist sie vierstreifig ausgebaut. Da sie hier extrem stauanfällig ist, wird sie derzeit durch einen Neubau der A 281 (Ring Bremen) ersetzt.
Ab der Ausfahrt Bremen-Kattenturm teilt sie sich in die Bundesstraße 6 und die B 6n, die autobahnähnlich, vierstreifig und kreuzungsfrei mit der A 1 (AS Bremen-Arsten) verbindet. Die B 6 führt zum südlichen Ortsrand von Bremen, wo sie jetzt Umgehungsstraße des Vorortes Stuhr-Brinkum ist, der bis dahin von langen Staus geprägt war. Im weiteren Verlauf führt sie über Syke, wo ebenfalls eine Umgehungsstraße angedacht, ein Bau jedoch zurzeit nicht in Sicht ist.
Über Asendorf und Wietzen führt die B 6 nach Nienburg, wo sie die Weser zum zweiten Mal quert. Von dort bis Hannover ist die B 6 seit Juni 2009 ebenfalls vierstreifig ausgebaut. In Hannover verläuft die B 6 zunächst über den Westschnellweg (mit Kaisergabel), über den Südschnellweg und den Messeschnellweg, bevor sie die Stadt in Laatzen am Wiederbeginn der A 37 Richtung Süden nach Hildesheim verlässt.

### Hannover – Bad Harzburg

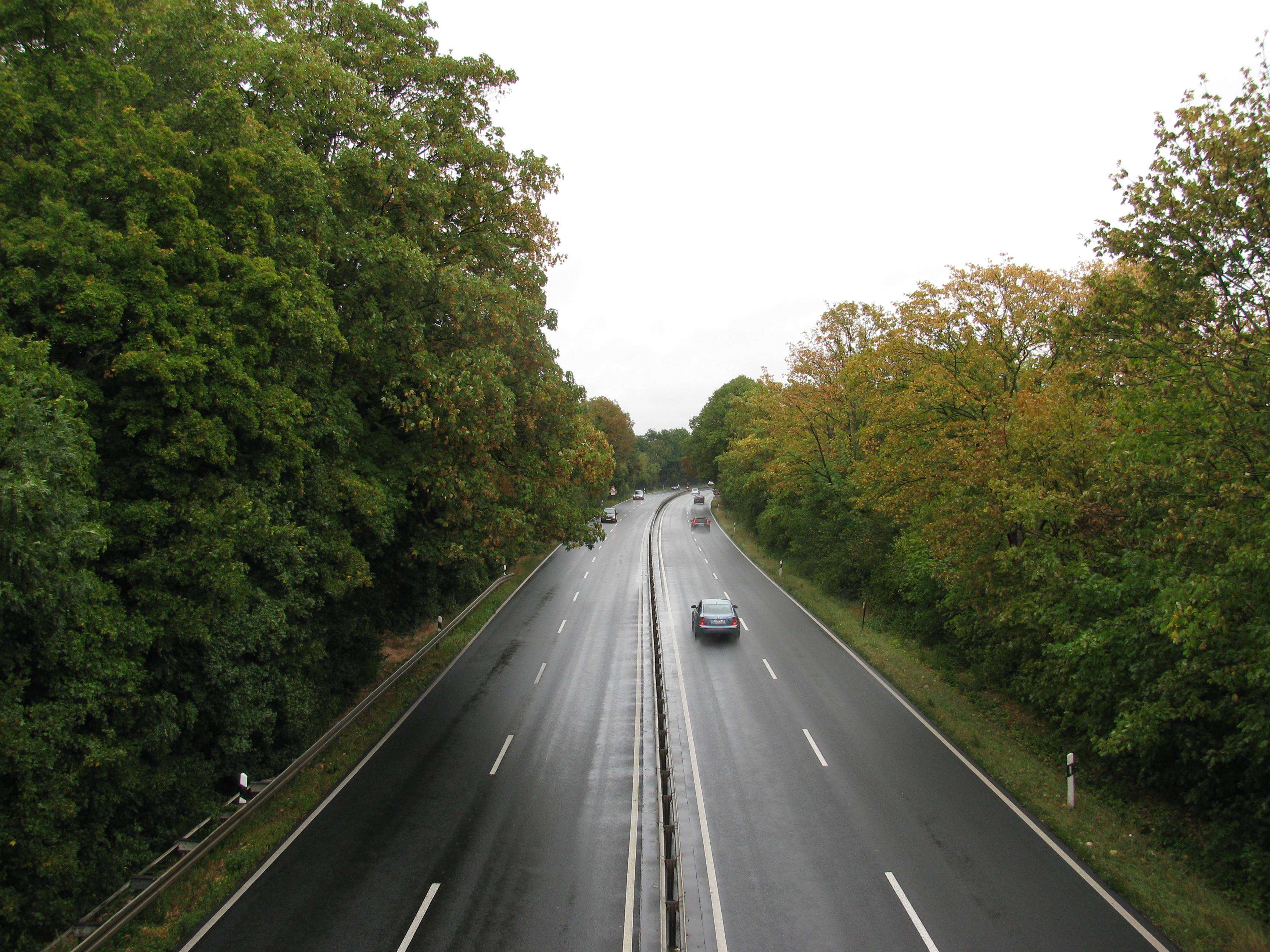
Nordumgehung der Bundesstraße 6 in der Hildesheimer Nordstadt

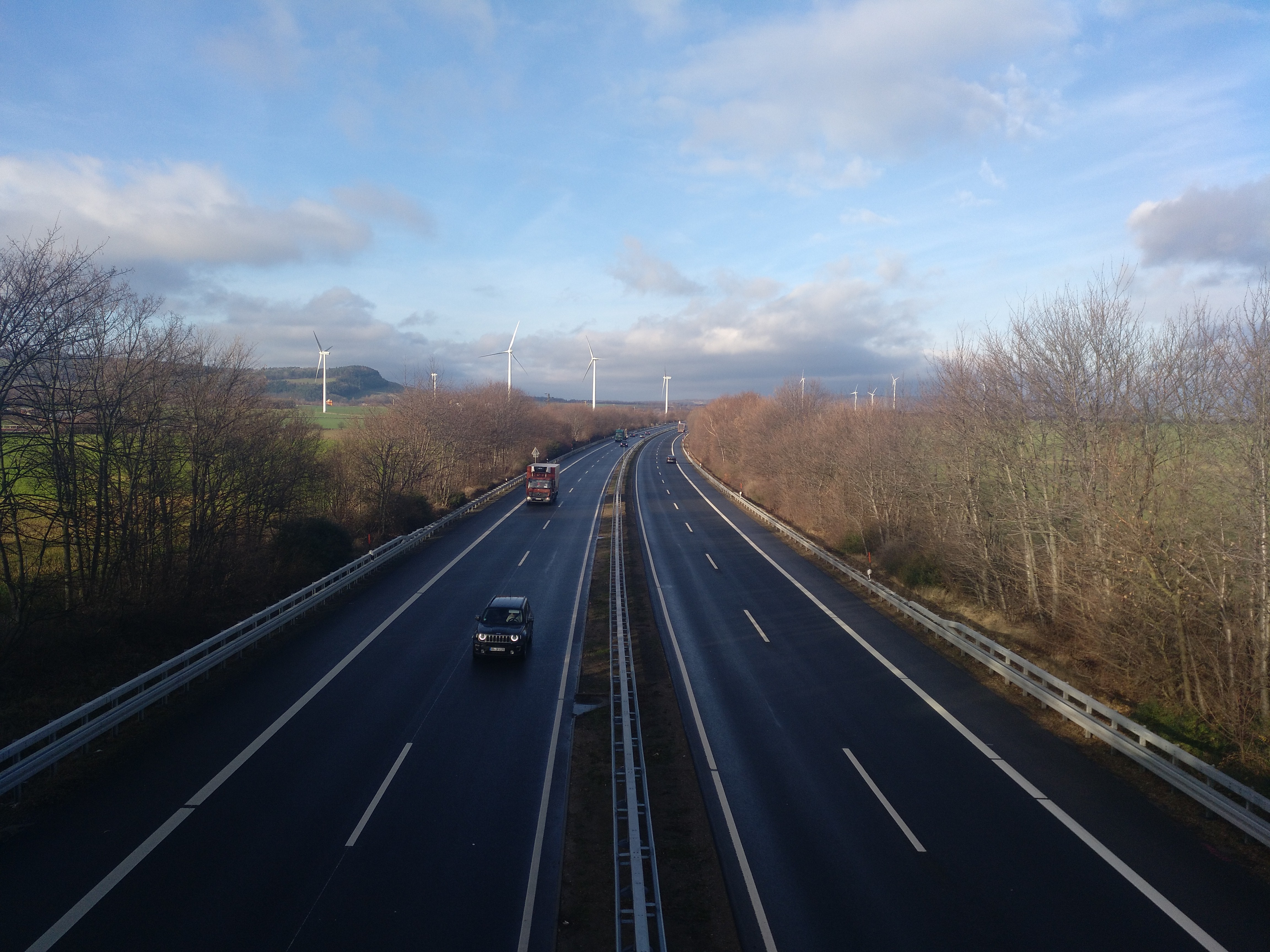
1981–1987 errichtete Strecke zwischen Goslar und Bad Harzburg bei Harlingerode

Südlich von Hannover ist die B 6 weiterhin vierstreifig ausgebaut und führt parallel zur A 7 über Sarstedt und Giesen nach Hildesheim – im Bereich der Ortsdurchfahrt Hasede wurde sie allerdings auf zwei Fahrstreifen zurückgebaut.
Hinter Hildesheim führt sie zweistreifig weiter über Salzgitter nach Goslar, lediglich auf dem kurzen Verbindungsstück zwischen der A 7 (AS Derneburg/Salzgitter) und der A 39 (AS Baddeckenstedt) als Teil des Autobahndreiecks Salzgitter und bei Salzgitter ist die B 6 hier vierstreifig ausgebaut. Ebenfalls ist die Strecke zwischen westlich Haverlah und südlich Salzgitter-Bad bis zur Einmündung der Bundesstraße 248 vierstreifig, jedoch mit deutlich unter Autobahnstandard liegendem Ausbau ausgelegt.
Zwischen Goslar und Bad Harzburg ist die B 6 durchgehend vierstreifig und ab der Anschlussstelle GS-Oker mit Standstreifen ausgebaut, sodass sie baulich wie eine Autobahn ausgelegt ist. Sie mündet bei Westerode in das Bad Harzburger Dreieck. Hier geht sie nach Norden in die A 369 über, die wiederum weiter nordöstlich in die A 36 weiterführt. Diese Streckenabschnitte wurden zum 1. Januar 2019 aus der B 6 aufgestuft, wodurch der Verlauf von Bad Harzburg bis Bernburg unterbrochen ist.

### Bernburg – Köthen – Wolfen

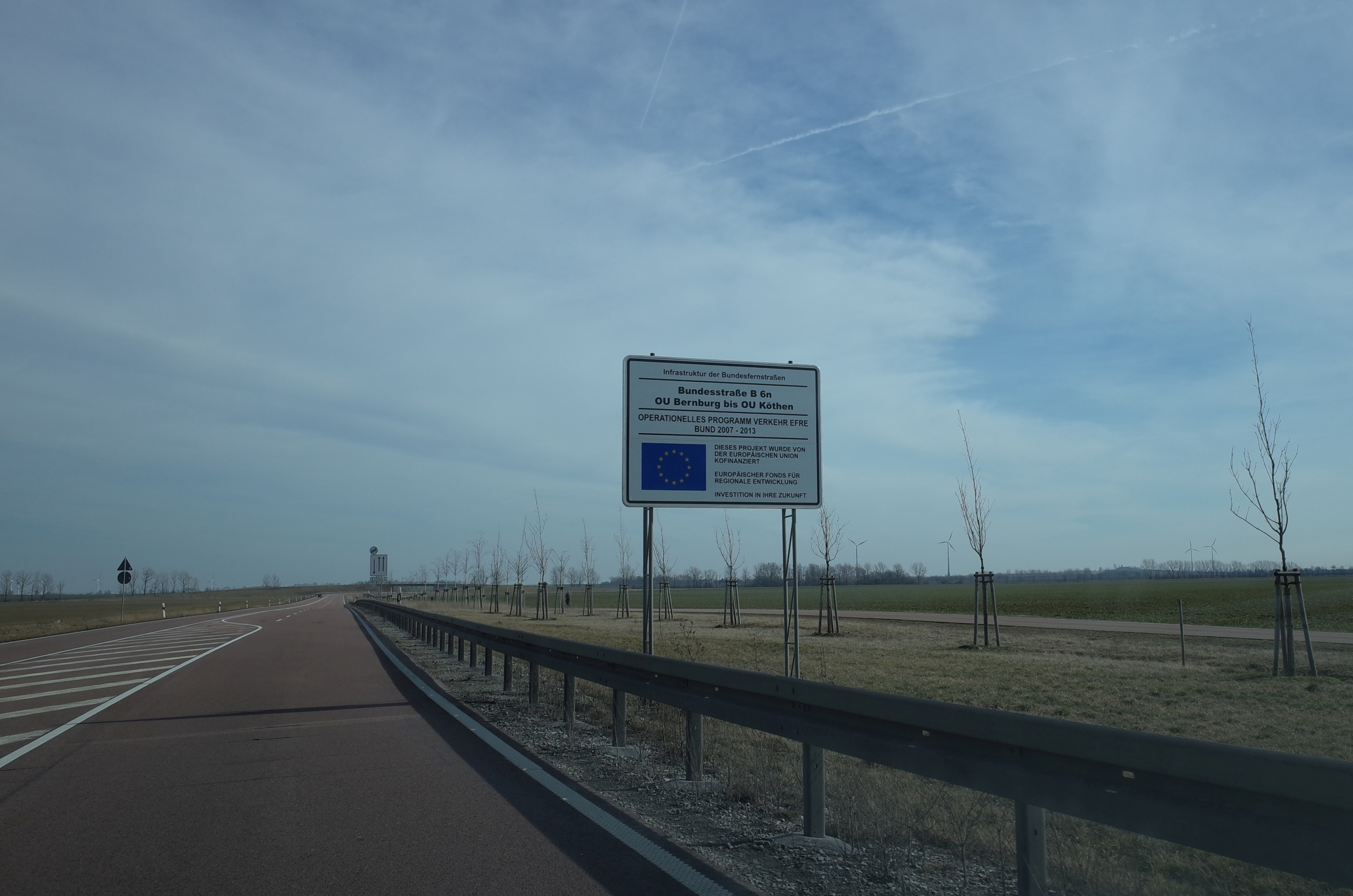
Informationstafel an der B 6n

Ab dem Ende der A 36 am Kreuz Bernburg wird die B 6 durch die A 14 ersetzt. Die B 185 führt am Kreuz Bernburg als Fortsetzung der Nordharzschnellstraße weiter Richtung Osten, ebenfalls als komplett neugebaute, allerdings nur noch dreistreifige Bundesstraße mit Kreuzungsunterbrechungen. Die B 185 führt bis zur Anschlussstelle Dessau-Ost (A 9).

### Aschersleben – Halle
Hier wurde die Bundesstraße durch die A 14 ersetzt, die Altstrecke wurde zur Landesstraße 85 und 50 abgestuft.

### Halle – Leipzig
Derzeit führt die B 6 noch ab Halle (Saale) weiter nach Leipzig. Hier ist sie zwischen der Anschlussstelle Großkugel der A 9 und Leipzig-Eutritzsch (mit Neutrassierung zunächst nördlich der Bahnstrecke, zwischen Stahmeln und Möckern südlich der Bahnstrecke, teilweise in einem Trog) sowie zwischen Leipzig-Paunsdorf und der Anschlussstelle Leipzig-Ost der A 14 vierstreifig ausgebaut. Eine zweistreifige Verlegung aus den Ortschaften ist bis Gerichshain fertiggestellt und bis Wurzen in Planung.

### Leipzig – Dresden – Görlitz

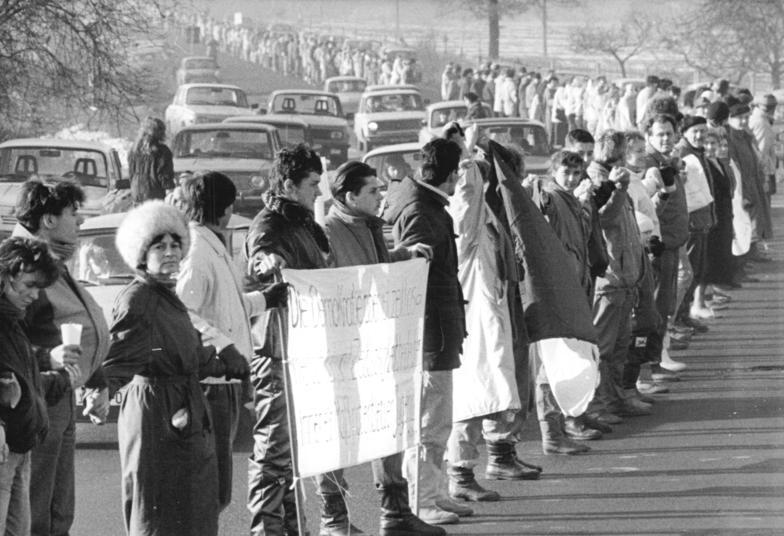
Menschenkette in Bühlau (Dresden) (1989)

Von Leipzig kommend verläuft die Bundesstraße östlich über Wurzen und Oschatz, dann südlich von Riesa und schwenkt nördlich von Meißen bei der Ortschaft Zehren in das Elbtal ein. Danach verläuft die B 6 immer parallel zur Elbe im Tal. In Meißen unterquert die Bundesstraße alle drei Elbebrücken und verlässt das Stadtgebiet in südöstlicher Richtung. Im Anschluss daran führt die Straße durch die Ortsteile der Gemeinde Klipphausen und stößt dann an die nordwestlichen Ortsteile von Dresden.
Danach ist der Verlauf städtisch geprägt und durch eine Vielzahl von Ampeln gekennzeichnet. Ab der Autobahn-Anschlussstelle Dresden-Altstadt der A 4 wird der Verlauf vierstreifig, quert mit der Hamburger Straße den Knoten Flügelwegbrücke und wird nach der Einmündung in die Bremer Straße wieder zweistreifig. Die Bundesstraße führt nun am Dresdner Hafen und der Yenidze vorbei, unterquert erst die B 173 an der Marienbrücke und biegt dann auf die Könneritzstraße (B 173) ein. Mit dieser verläuft sie auf der Marienbrücke über die Elbe, mündet in die Antonstraße, überquert nördlich den Albertplatz und verlässt dann als Bautzner Straße und später ab dem Weißen Hirsch als Bautzner Landstraße in nordöstlicher Richtung das Stadtgebiet von Dresden in Richtung Bischofswerda.
Im weiteren Verlauf führte sie parallel zur A 4 über Göda nach Bautzen. Seit dem 16. Dezember 2013 wurde sie in diesem Bereich zur S 111 herabgestuft. Ab Dreistern ist diese für Lastkraftwagen von Bautzen gesperrt. Nach der Bautzner Innenstadt führt sie ab der Kreuzung mit der B 156 dem Ortsteil Auritz weiter nach Löbau. Von der nördlichen Umfahrung von Reichenbach/O.L. wurde im September 2005 das westliche Teilstück, zehn Jahre vorher das östliche freigegeben. In Görlitz endete sie bis in die 1990er Jahre im Stadtzentrum, inzwischen an der letzten Anschlussstelle der A 4 in Deutschland.